# 수현 오
수현 오(영어: Su-Hyun Oh, 1996년 5월 23일~)는 대한민국 출신 오스트레일리아의 골프 선수이다. 한국어 이름은 오수현이며 2013년 10월에 세계 아마추어 랭킹 1위에 올랐다. 그녀는 2016년 하계 올림픽에도 참가했다.

## 선수 경력
수현 오는 1996년 5월 23일 대한민국 부산광역시에서 태어났고 8살에 오스트레일리아로 이민을 갔다. 그녀는 9살의 나이에 골프를 시작했고 2009년 12살에 오스트레일리아 여자 오픈 출전 자격을 획득한 역대 최연소 선수가 되었다. 그녀는 2013년 오스트레일리아 레이디스 마스터스에서 최운정, 에리야 쭈타누깐과 함께 공동 2등을 차지했다.
오는 2014년 가을에 프로 골프 선수 경력을 시작했다. 그녀는 2014년 LPGA 퀄리파잉 스쿨 최종 단계에 진출했지만 LPGA에 진출하지 못하고 위성 대회인 시메트라 투어의 진출 자격을 얻었다. 프로 데뷔전이었던 2015년 오츠 빅토리아 오픈에서 2위를 차지했고 1주일 뒤 오스트레일리아에서 열린 볼빅 RACV 레이디스 마스터스에서 첫 번째 프로 우승을 달성했다. 이 우승으로 그녀는 레이디스 유러피언 투어 2년 면제권을 받았다.
2022년 1월, 오는 로열 퀸즐랜드 골프 클럽에서 열린 오스트레일리아 WPGA 챔피언십에서 4타 차이로 우승을 달성했다.